# Nguyễn Thanh Cầm
Nguyễn Thanh Cầm (sinh ngày 11 tháng 8 năm 1975) là nữ chính trị gia nước Cộng hòa xã hội chủ nghĩa Việt Nam. Bà hiện là Ủy viên Thường trực Ủy ban Xã hội của Quốc hội, Đại biểu Quốc hội khóa XV từ Tiền Giang. Bà từng là Ủy viên Đoàn Chủ tịch Trung ương Hội Liên hiệp Phụ nữ Việt Nam, Trưởng Ban Chính sách – Luật pháp, Phó Chủ tịch thường trực Hội đồng khoa học Cơ quan Trung ương Hội.
Nguyễn Thanh Cầm là đảng viên Đảng Cộng sản Việt Nam, học vị Cử nhân Quan hệ quốc tế, Thạc sĩ Công tác xã hội, Cao cấp lý luận chính trị. Bà có sự nghiệp công tác tổ chức phụ nữ hơn 20 năm rồi tham gia hoạt động Quốc hội.

## Xuất thân và giáo dục
Nguyễn Thanh Cầm sinh ngày 11 tháng 8 năm 1975 tại phường Hàng Mã, quận Hoàn Kiếm, thành phố Hà Nội, quê quán tại xã Vũ Trung, huyện Kiến Xương, tỉnh Thái Bình. Bà lớn lên và tốt nghiệp phổ thông ở Hà Nội, thi đỗ và theo học Học viện Quan hệ quốc tế, nay là Học viện Ngoại giao và tốt nghiệp Cử nhân Quan hệ quốc tế, sau đó đi du học ở Canada và nhận bằng Thạc sĩ Công tác xã hội. Bà được kết nạp Đảng Cộng sản Việt Nam vào ngày 22 tháng 5 năm 2006, trở thành đảng viên chính thức sau đó 1 năm, từng theo học các khóa chính trị ở Học viện Chính trị Quốc gia Hồ Chí Minh và tốt nghiệp Cao cấp lý luận chính trị. Hiện bà thường trú ở phường Thanh Lương, quận Hai Bà Trưng, Hà Nội.

## Sự nghiệp
Tháng 12 năm 1998, Nguyễn Thanh Cầm được tuyển dụng công chức vào Hội Liên hiệp Phụ nữ Việt Nam, bắt đầu là cán bộ Ban Quốc tế của Trung ương Hội. Bà công tác liên tục thời gian dài hơn 10 năm cho đến tháng 6 năm 2009 thì nhậm chức Phó ban Tham mưu công tác Vì sự tiến bộ phụ nữ Việt Nam của Trung ương Hội, được bầu làm Ủy viên Ban Chấp hành Trung ương Hội Liên hiệp Phụ nữ Việt Nam, kiêm nhiệm thêm một vị trí là Thư ký Chủ tịch Trung ương Hội Liên hiệp Phụ nữ Việt Nam Nguyễn Thị Thanh Hòa. Tháng 6 năm 2011, bà được bổ nhiệm làm Phó Giám đốc Trung tâm Phụ nữ và Phát triển thuộc Trung ương Hội, đến tháng 10 năm 2013 thì điều trở lại làm Trưởng Ban Chính sách – Luật pháp Trung ương Hội, Ủy viên Ban Chấp hành Đảng bộ Cơ quan Trung ương Hội. Tháng 1 năm 2015, bà là Ủy viên Đoàn Chủ tịch Trung ương Hội, tiếp tục là Trưởng Ban Chính sách – Luật pháp và Bí thư Chi bộ Ban, rồi kiêm nhiệm Tổ trưởng Tổ công tác tham gia giải quyết các vụ việc, điểm nóng liên quan tới phụ nữ, trẻ em và Tổ chức Hội Liên hiệp Phụ nữ Việt Nam từ tháng 11 năm 2017 và Phó Chủ tịch thường trực Hội đồng khoa học Cơ quan Trung ương Hội từ tháng 2 năm 2019.
Năm 2021, Nguyễn Thanh Cầm được Ủy ban Trung ương Mặt trận Tổ quốc Việt Nam, Ủy ban Thường vụ Quốc hội giới thiệu tham gia ứng cử đại biểu quốc hội từ Tiền Giang, bầu cử ở đơn vị bầu cử số 2 gồm thị xã Cai Lậy, huyện Cái Bè, Cai Lậy, rồi trúng cử Đại biểu Quốc hội khóa XV với tỷ lệ 67,52%. Ngày 21 tháng 7 năm 2021, bà được phê chuẩn làm Ủy viên Thường trực Ủy ban Xã hội của Quốc hội.